# دیو توماس
دیو توماس (به انگلیسی: Dave Thomas) بازیکن فوتبال زادهٔ ۵ اکتبر ۱۹۵۰ اهل کشور انگلستان بود که سابقهٔ بازی در تیم ملی فوتبال انگلستان را در کارنامهٔ خود دارد. وی در تاریخ ۳۰ اکتبر ۱۹۷۴ نخستین بازی ملی خود را در مقابل تیم ملی فوتبال چکسلواکی انجام داد و با حضور در ۸ بازی ملی، در تاریخ ۱۹ نوامبر ۱۹۷۵ واپسین بازی ملی‌اش را در برابر تیم ملی فوتبال پرتغال برگزار کرد.